# Êrekan
Êrekan ou Kreka est une des épouses d'Attila, mère d'Ellac son fils aîné et successeur désigné et de deux autres fils. Elle dispose d'une suite nombreuse, son statut particulier lui confère un rôle protocolaire et elle reçoit les ambassadeurs byzantins. 